# Tristán Achával Rodríguez
Tristán Achával Rodríguez (Córdoba, 1843 o 1845 - Buenos Aires, 1887) fue un jurista, docente, abogado, diplomático y periodista argentino, quien defendió al catolicismo en su país.

## Infancia y juventud
Achával Rodríguez nació en una familia tradicional. Era sobrino de Fray Wenceslao Achával, quien sería obispo de Cuyo, y de quien recibió influencias católicas; además, fue su secretario. Vivió una época en la que se discutían derechos que la iglesia consideraba inalterables.
Ejerció como profesor de matemáticas en la Universidad de Córdoba, fue abogado consultor de esa Casa y de la Municipalidad de la capital provincial. Acompañó al obispo Achával en una gira por Europa, África y Asia. 

## Trayectoria política
Fue elegido diputado nacional en 1873, y desde 1877 fue embajador en Paraguay. Volvió a ser electo diputado en 1879, y al año siguiente se opuso a la federalización de Buenos Aires, proponiendo en cambio la de la ciudad de Córdoba. Por dos veces fue presidente de la Cámara de Diputados de la Nación Argentina.
Católico militante, se opuso a la tendencia anticlerical que se imponía durante la administración del presidente Julio Argentino Roca; en especial, por parte del ministro Eduardo Wilde y de Miguel Juárez Celman. 
En el Congreso Pedagógico de 1882, se enroló en la militancia política católica y se opuso a la educación laica, a la que en el grupo de católicos consideraba en parte atea. El 14 de julio, pronunció al respecto un discurso de seis horas.

## Fundación deLa Unión
Tras sumarse a la Unión Católica, Achával Rodríguez fundó el diario La Unión junto a los políticos José Manuel Estrada, Pedro Goyena, Emilio Lamarca, Apolinario Casabal y Alejo de Nevares; el periódico tenía una orientación ultra católica.
Se opuso con mucha firmeza a la ley de Registro Civil. En sus años finales se radicó en San José de Flores —pueblo que poco más tarde sería incorporado a la ciudad de Buenos Aires— y allí ejerció como defensor de menores.
Falleció en el pueblo de Flores en enero de 1887. Sus restos descansan en el Cementerio de la Recoleta.